# Märta Norrman
Märta Axeldotter Norrman "Locke", född 18 oktober 1916 i Malmö, död 11 januari 2012, var en svensk gymnastikdirektör, scoutledare, lärare, lärarutbildare och kommun- och kyrkopolitiker.

## Utbildning
Märta Norrman tog examen från Gymnastiska Centralinstitutet (GCI) i Stockholm 1937. Parallellt med anställningar som gymnastiklärare vid olika skolor studerade hon vidare vid Lunds universitet, bland annat biologi, och avlade en fil kand-examen där 1946.

## Yrkesliv
Efter examen från GCI var Märta Norrman verksam som gymnastiklärare vid olika skolor under perioden 1937–1947. Under åren 1947–1949 var hon anställd som resesekreterare vid Sveriges flickors scoutförbund (SFS). Därefter var hon verksam som gymnastiklärare vid folkskollärarseminarierna i Jönköping och Kalmar fram till 1962, då hon anställdes som lektor vid lärarhögskolan i Malmö. Hon gick i pension från den anställningen 1981.
Under tiden som flickscoutchef var hon tidvis tjänstledig från sin ordinarie anställning.

## Flickscoutledare
Till skillnad från många andra framstående scoutledare var Märta Norrman inte scout som barn, utan kom i kontakt med scoutrörelsen genom sin lärare vid GCI, Ragnvi Torslow-Lundgren. Hon fortsatte sedan som flickscoutledare på olika orter i södra Sverige, där hon arbetade som lärare. Under sina studier i Lund blev hon medlem av universitetskåren ”Flyttfåglarna”, där många av den tidens inflytelserika personer inom SFS var aktiva.
Efter examen från Lunds universitet var hon i två år anställd som SFS resesekreterare. Hon blev medlem av förbundsstyrelsen 1953 och flickscoutchef 1957 efter Estelle Bernadotte. Som flickscoutchef kom hon att leda samgåendet med Sveriges Scoutförbund till det nya Svenska Scoutförbundet 1960, och hon kvarstod som flickscoutchef i det nya förbundet till 1964, och var då även vice förbundsordförande.
Därefter var Märta Norrman ordförande för Svenska flickscoutrådet 1964–72 och ledamot i styrelsen för flickscouternas världsorganisation, WAGGGS World Board, 1966–75.
Som flickscoutledare kom hon att sätta stort avtryck inom ledarutbildningen, främst inom verksamhetens natur- och friluftslivsdelar, men även vad gäller livsåskådningsfrågor och som förnyare av sång- och lägerbålstraditionerna i SFS.
Märta Norrman tilldelades 1972 svensk scoutings högsta utmärkelse en Silvervarg.

## Politisk verksamhet
Märta Norrman var även aktiv som kommun- och kyrkopolitiker för Moderata samlingspartiet. Inom kommunpolitiken engagerade hon sig i Svedala kommun, där hon var ordförande för kommunfullmäktige samt ledamot av kommunstyrelsen och socialnämnden under åren 1977–85. Hon var även ordförande i kyrkofullmäktige i Hyby pastorat 1986–88 och ledamot i kyrkorådet i Bara församling 1974–88, varav åren 1980–85 som ordförande.

## Personliga egenskaper
Märta Norrmans stora arbetskapacitet omnämns, liksom hennes representativa framtoning och talanger som talare och mötesordförande. Hennes vackra sångröst är omvittnad.